# Rolling Stone (Rusia)
Rolling Stone Rusia es la edición destinada para aquel país, de la revista estadounidense de música. Abarca contenidos locales, los cuales son complementados con traducciones de los reportajes publicados en la edición de Estados Unidos. Es editada por Izdatelskiy Dom SPN, que publica la edición rusa desde sus inicios.

## Historia
La primera edición de Rolling Stone Rusia apareció en marzo de 2004. Desde sus inicios, la revista, además de publicar traducciones de reportajes y entrevistas aparecidas en otras ediciones de la revista (principalmente la edición estadounidense), presenta contenidos locales, tanto de música como de otras temáticas. La revista se escribe completamente en idioma ruso, y por lo tanto, se escribe con el Alfabeto cirílico.
La revista posee oficinas tanto en Moscú como en San Petersburgo, debido a la importancia de ambas ciudades dentro del país. Rolling Stone Rusia se distribuye principalmente en supermercados y tiendas de revistas en cerca de 300 ciudades del país, concentrándose la venta en San Petersburgo y Moscú.
Algunos de los integrantes del equipo de Rolling Stone Rusia son: Sergei Efremenko (editor en jefe), Boris Akimov (subeditor), Anton Obozny (subeditor), Sergey Babich (director de arte), Ekaterina Favorskaya (directora de diseño), Vladislav Pavlov (traductor de textos).